# Дискография 30 Seconds to Mars
Дискография американской альтернативной рок-группы Thirty Seconds to Mars состоит из шести студийных альбомов, трёх EP, четырнадцати видеоклипов и одиннадцати синглов. Группа была основана в 1998 году в Лос-Анджелесе Джаредом Лето (вокал, ритм-гитара, соло-гитара, клавишные) и его братом Шенноном (ударные, акустическая гитара). В 1999 музыканты подписали контракт с Immortal и Virgin Records и по прошествии трёх лет выпустили свой дебютный альбом, получивший название 30 Seconds to Mars. Альбом дебютировал под номером 107 в рейтинге Billboard 200 и впоследствии добрался до первого места в рейтинге Top Heatseekers, разойдясь количеством 121000 экземпляров в США. В 2000 с этого альбома были выпущены два сингла: «Capricorn (A Brand New Name)» и «Edge of the Earth». Первый из них достиг 31 места в Hot Mainstream Rock Tracks и первого места в Top Heatseekers.
Второй альбом, A Beautiful Lie, записывался на четырёх разных континентах в пяти странах в течение трёх лет. Этот альбом расширил аудиторию группы и получил статус платинового альбома в США, Италии и Великобритании, став золотым в некоторых странах. С этого альбома было выпущено четыре сингла: «Attack», «The Kill», «From Yesterday», «A Beautiful Lie». «Attack» долгое время, начиная с первой недели, возглавлял хит-парад на альтернативном радио, тогда как «The Kill» установил рекорд, став самым продолжительным хитом в истории Hot Modern Rock Tracks, оставаясь в хит-параде в течение 94 недель, последний раз поднявшись на его вершину в 2006 году. Третий сингл, «From Yesterday», также находился несколько недель на вершине Hot Modern Rock Tracks. Количество проданных копий альбома «A Beautiful Lie» превысило 4 миллиона.
После завершения судебного процесса с EMI на $30 миллионов, группа выпустила свой третий альбом This Is War 4 декабря 2009 года. Этот альбом возглавил американские чарты, достиг первого места в Tastemaker Albums, стал номером два в чартах Alternative Albums и Digital Albums, стал третьим в Rock Albums и восемнадцатым в Billboard 200. Два первых сингла с этого альбома, «Kings and Queens» и «This Is War», достигли максимума в Alternative Songs и четвёртого места в Rock Songs. Третий сингл, «Closer to the Edge», так же продолжительное время находился в хит-параде UK Rock Chart.

## Альбомы

### Студийные альбомы
| Год  | Детали | Максимальная позиция | Максимальная позиция | Максимальная позиция | Максимальная позиция | Максимальная позиция | Максимальная позиция | Максимальная позиция | Максимальная позиция | Максимальная позиция | Максимальная позиция | Сертификации                                                                                              |
| Год  | Детали | США                  | АВС                  | АВТ                  | ГЕР                  | ИТА                  | НОЗ                  | ПОР                  | ФИН                  | ШВА                  | ВЕЛ                  | Сертификации                                                                                              |
| ---- | --- | -------------------- | -------------------- | -------------------- | -------------------- | -------------------- | -------------------- | -------------------- | -------------------- | -------------------- | -------------------- | --- |
| 2002 | 30 Seconds to Mars - Релиз: 27 августа 2002 года - Лейбл: Immortal - Формат: CD, LP, ЦД                                 | 107                  | 89                   | —                    | —                    | —                    | —                    | —                    | —                    | —                    | 136                  | Список ВЕЛ: серебро                                                                                       |
| 2005 | A Beautiful Lie - Релиз: 30 августа 2005 года - Лейбл: Virgin Records - Формат: CD, CD+DVD, LP, ЦД, бокс-сет            | 36                   | 20                   | 10                   | 30                   | 11                   | 20                   | 23                   | 15                   | 49                   | 38                   | Список - США: Платиновый - АВС: Золотой - ВЕЛ: Платиновый - ГЕР: Золотой - КАН: Золотой                   |
| 2009 | This Is War - Релиз: 4 декабря 2009 года - Лейбл: Virgin Records, EMI - Формат: CD, CD+DVD, LP, ЦД                      | 19                   | 18                   | 8                    | 12                   | 19                   | 9                    | 6                    | 19                   | 20                   | 15                   | Список - США: Золотой - АВС: Золотой - АВТ: Золотой - ВЕЛ: Платиновый - ГЕР: Платиновый - ПОЛ: Платиновый |
| 2013 | Love Lust Faith + Dreams - Релиз: 21 мая 2013 года - Лейбл: Virgin, Universal - Формат: CD, CD+DVD, LP, ЦД              | 6                    | 4                    | 3                    | 3                    | 3                    | 11                   | 3                    | 13                   | 5                    | 5                    | Список - ПОЛ: Золотой - АВТ: Золотой - ГЕР: Золотой - ВЕЛ: Золотой                                        |
| 2018 | America - Релиз: 6 апреля 2018 года - Лейбл: Interscope - Формат: CD, CD+DVD, LP, ЦД                                    | 1                    | 10                   | 1                    | 1                    | 2                    | 36                   | 2                    | 13                   | 2                    | 4                    | Список |
| 2023 | It’s the End of the World But It’s a Beautiful Day - Релиз: 15 сентября 2023 года - Лейбл: Concord - Формат: CD, LP, ЦД | TBA                  | TBA                  | TBA                  | TBA                  | TBA                  | TBA                  | TBA                  | TBA                  | TBA                  | TBA                  | TBA |

### Мини-альбомы
| 2007                                      | AOL Sessions Undercover - Релиз: 13 марта 2007 года - Лейбл: Virgin - Формат: ЦД             | —  | —  | —  | —  | — |
| 2008                                      | To the Edge of the Earth - Релиз: 25 марта 2008 года - Лейбл: Virgin - Формат: CD+DVD        | —  | —  | —  | —  | — |
| 2011                                      | MTV Unplugged: 30 Seconds to Mars - Релиз: 19 августа 2011 года - Лейбл: Virgin - Формат: ЦД | 76 | 12 | 16 | 38 | 3 |
| «—» ставится, если альбом не попал в чарт |                                                                                              |    |    |    |    |   |

## Синглы
| Дата                                                                                  | Сингл                            | Максимальная позиция | Максимальная позиция | Максимальная позиция | Максимальная позиция | Максимальная позиция | Максимальная позиция | Максимальная позиция | Максимальная позиция | Максимальная позиция | Максимальная позиция | Сертификация                                              | Альбом                                             |
| Дата                                                                                  | Сингл                            | B100                 | ALT                  | MAIN                 | АВС                  | АВТ                  | КАН                  | ГЕР                  | НИД                  | НОЗ                  | ВЕЛ                  | Сертификация                                              | Альбом                                             |
| ------------------------------------------------------------------------------------- | -------------------------------- | -------------------- | -------------------- | -------------------- | -------------------- | -------------------- | -------------------- | -------------------- | -------------------- | -------------------- | -------------------- | --------------------------------------------------------- | -------------------------------------------------- |
| 23.07.2002                                                                            | «Capricorn (A Brand New Name)»   | —                    | —                    | 31                   | —                    | —                    | —                    | —                    | —                    | —                    | —                    |                                                           | 30 Seconds to Mars                                 |
| 27.01.2003                                                                            | «Edge of the Earth»              | —                    | —                    | —                    | —                    | —                    | —                    | —                    | —                    | —                    | —                    |                                                           | 30 Seconds to Mars                                 |
| 12.04.2005                                                                            | «Attack»                         | —                    | 22                   | 38                   | —                    | —                    | 82                   | —                    | —                    | —                    | 148                  |                                                           | A Beautiful Lie                                    |
| 24.01.2006                                                                            | «The Kill (Bury Me)»             | 65                   | 3                    | 14                   | 20                   | 41                   | 1                    | 58                   | 51                   | 22                   | 28                   |                                                           | A Beautiful Lie                                    |
| 07.11.2006                                                                            | «From Yesterday»                 | 76                   | 1                    | 11                   | 33                   | 53                   | 2                    | 72                   | 8                    | 13                   | 37                   | НОЗ: Золотой                                              | A Beautiful Lie                                    |
| 17.12.2007                                                                            | «A Beautiful Lie»                | —                    | 37                   | —                    | —                    | —                    | 27                   | 92                   | 42                   | —                    | —                    |                                                           | A Beautiful Lie                                    |
| 13.09.2009                                                                            | «Kings and Queens»               | 82                   | 3                    | 4                    | 67                   | 35                   | 70                   | 39                   | 21                   | 14                   | 28                   | НОЗ: Золотой                                              | This Is War                                        |
| 26.03.2010                                                                            | «This Is War»                    | 72                   | 1                    | 4                    | —                    | 73                   | 67                   | 79                   | 52                   | —                    | 51                   |                                                           | This Is War                                        |
| 20.08.2010                                                                            | «Closer to the Edge»             | 99                   | 7                    | 21                   | 13                   | 20                   | —                    | 26                   | 44                   | 21                   | 44                   | Список - АВС: Платиновый - НОЗ: Золотой - ПОР: Платиновый | This Is War                                        |
| 10.01.2011                                                                            | «Hurricane 2.0» (с Канье Уэстом) | —                    | —                    | —                    | 67                   | —                    | —                    | 45                   | 46                   | —                    | 124                  |                                                           | This Is War                                        |
| 19.03.2013                                                                            | «Up in the Air»                  | 107                  | 4                    | 16                   | 68                   | 45                   | 32                   | 54                   | 49                   | —                    | 45                   | ПОР: Золотой                                              | Love Lust Faith + Dreams                           |
| 01.07.2013                                                                            | «Do or Die»                      | —                    | 20                   | 38                   | —                    | 75                   | 62                   | —                    | 42                   | —                    | —                    |                                                           | Love Lust Faith + Dreams                           |
| 30.07.2013                                                                            | «City of Angels»                 | —                    | 8                    | 31                   | 93                   | —                    | 29                   | 92                   | —                    | —                    | —                    | ПОР: Золотой                                              | Love Lust Faith + Dreams                           |
| 22.08.2017                                                                            | «Walk On Water»                  | —                    | 2                    | 5                    | 99                   | 38                   | —                    | 84                   | 50                   | —                    | 87                   |                                                           | America                                            |
| 25.01.2018                                                                            | «Dangerous Night»                | —                    | 2                    | 8                    | —                    | 53                   | 40                   | 78                   | —                    | —                    | —                    |                                                           | America                                            |
| 15.06.2018                                                                            | «Rescue Me»                      | —                    | 18                   | 31                   | —                    | —                    | —                    | —                    | —                    | —                    | —                    |                                                           | America                                            |
| 8.05.2023                                                                             | «Stuck»                          | —                    | 13                   | 30                   | —                    | —                    | —                    | —                    | —                    | —                    | —                    |                                                           | It’s the End of the World But It’s a Beautiful Day |
| Знаком «—» обозначаются синглы, не попавшие в чарт или не выпущенные в данной стране. |                                  |                      |                      |                      |                      |                      |                      |                      |                      |                      |                      |                                                           |                                                    |

### Промосинглы
| Год  | Сингл                                | Примечание |
| ---- | ------------------------------------ | --- |
| 2002 | «Songs From 30 Seconds To Mars»      | - Включает в себя демо-версию «Capricorn (A Brand New Name)» и «End of the Beginning».                         |
| 2006 | «Two Beautiful Lies»                 | - Включает в себя отредактированную версию «The Kill», a также live-запись «Attack» и фото-альбом поклонников. |
| 2006 | «The Kill (Bury Me) [Live]»          | - Акустическая версия «The Kill», зарегистрированная на VH1. 35 место в хит-параде Alternative Songs.          |
| 2006 | «The Story / Was It a Dream? (Live)» | - Эксклюзивный iTunes Live концерт «The Story» и «Was It a Dream?»                                             |
| 2010 | «Search and Destroy»                 | - Из студийного альбома This Is War. 77 место в Polish Singles Chart и 9 место в Polish Rock Chart.            |

## Другие песни, попавшие в чарты
Следующие песни не были выпущены как синглы, но попали в чарты из-за незапрашиваемой трансляции или цифровых загрузок.
| Год                                                                                  | Песня                     | Максимальная позиция | Максимальная позиция | Максимальная позиция | Максимальная позиция | Альбом             |
| Год                                                                                  | Песня                     | POL                  | POL Rock             | PRT                  | UK Rock              | Альбом             |
| ------------------------------------------------------------------------------------ | ------------------------- | -------------------- | -------------------- | -------------------- | -------------------- | ------------------ |
| 2008                                                                                 | «Battle of One»           | —                    | —                    | 27                   | —                    | A Beautiful Lie    |
| 2008                                                                                 | Hunter                    | 29                   | 1                    | 4                    | —                    | A Beautiful Lie    |
| 2009                                                                                 | «Hurricane»               | 32                   | 1                    | —                    | 39                   | This Is War        |
| 2010                                                                                 | «Alibi»                   | 49                   | 8                    | —                    | —                    | This Is War        |
| 2010                                                                                 | «Night of the Hunter»     | 65                   | 14                   | —                    | —                    | This Is War        |
| 2010                                                                                 | «Vox Populi»              | 59                   | 11                   | —                    | —                    | This Is War        |
| 2010                                                                                 | «Buddha for Mary»         | 28                   | 1                    | —                    | —                    | 30 Seconds to Mars |
| 2010                                                                                 | «Welcome to the Universe» | —                    | 4                    | —                    | —                    | 30 Seconds to Mars |
| Знаком «—» обозначаются песни, не попавшие в чарт или не выпущенные в данной стране. |                           |                      |                      |                      |                      |                    |

## Видеоклипы
| Дата             | Видео                          | Режиссёр            |
| ---------------- | ------------------------------ | ------------------- |
| 6 августа 2002   | «Capricorn (A Brand New Name)» | Paul Fedor          |
| 22 марта 2003    | «Edge of the Earth»            | Kevin McCullough    |
| 1 сентября 2005  | «Attack»                       | Paul Fedor          |
| 5 мая 2006       | «The Kill»                     | Bartholomew Cubbins |
| 4 декабря 2006   | «From Yesterday»               | Bartholomew Cubbins |
| 29 января 2008   | «A Beautiful Lie»              | Angakok Panipaq     |
| 16 сентября 2008 | «A Beautiful Lie 2.0»          | Angakok Panipaq     |
| 12 ноября 2009   | «Kings and Queens»             | Bartholomew Cubbins |
| 9 июня 2010      | «Closer to the Edge»           | Bartholomew Cubbins |
| 30 ноября 2010   | «Hurricane»                    | Bartholomew Cubbins |
| 6 апреля 2011[1] | «This is War»                  | Edouard Salier      |
| 19 апреля 2013   | «Up In The Air»                | Bartholomew Cubbins |
| 5 августа 2013   | «Do Or Die»                    | Bartholomew Cubbins |
| 29 октября 2013  | «City of Angels»               | Bartholomew Cubbins |

Комментарии:
- A ↑  Допремьерный показ «This Is War» прошел 1 апреля 2011 года на канале A-One.

### Саундтреки
| Год  | Фильм/Игра                       | Песня                 | Альбом                   |
| ---- | -------------------------------- | --------------------- | ------------------------ |
| 2003 | Земное ядро                      | «Echelon»             | 30 Seconds to Mars       |
| 2005 | Madden NFL 06                    | «Attack»              | A Beautiful Lie          |
| 2006 | Madden NFL 07                    | «Battle of One»       | A Beautiful Lie          |
| 2007 | Без следа                        | «The Kill»            | A Beautiful Lie          |
| 2007 | Невидимый                        | «The Kill»            | A Beautiful Lie          |
| 2008 | Guitar Hero World Tour           | «The Kill»            | A Beautiful Lie          |
| 2009 | Двойное время                    | «A Beautiful Lie»     | A Beautiful Lie          |
| 2009 | Dragon Age: Origins              | «This Is War»         | This Is War              |
| 2010 | Скайлайн                         | «Kings and Queens»    | This Is War              |
| 2010 | Легенды ночных стражей           | «Kings and Queens»    | This Is War              |
| 2010 | Need for Speed: Hot Pursuit 2010 | «Edge of the Earth»   | 30 Seconds to Mars       |
| 2011 | Я — четвёртый                    | «Escape»              | This Is War              |
| 2011 | Камелот                          | «This Is War»         | This Is War              |
| 2011 | Shift 2: Unleashed               | «Night of the Hunter» | This Is War              |
| 2011 | Хранитель Времени                | «Kings and Queens»    | This Is War              |
| 2012 | Толстяк на ринге                 | «Vox Populi»          | This Is War              |
| 2013 | Никита                           | «Bright Lights»       | Love Lust Faith + Dreams |
| 2014 | Как приручить дракона 2          | «Kings and Queens»    | This is War              |
| 2014 | Assassin’s Creed: Изгой          | «Birth»               | Love Lust Faith + Dreams |

## Другое
| Год  | Песня                                          | Примечание |
| ---- | ---------------------------------------------- | --- |
| 2006 | «Santa Through The Back Door»                  | Оригинальная песня была выпущена на сборнике Kevin & Bean’s Super Christmas.                                                                                                 |
| 2007 | «Stronger»                                     | Кавер на песню Канье Уэста, выпущенная на Radio 1's Live Lounge – Volume 2. От которого так же появилась B-side «From Yesterday» бонус трек к deluxe edition of This Is War. |
| 2008 | «The Only One» (Remix 4 by 30 Seconds to Mars) | Песня The Cure, выпущенная в мини-альбоме Hypnagogic States. 30 Seconds to Mars сделали ремикс песни, но не выступают c ней.                                                 |